# Gong Xiangyu
Gong Xiangyu (龚翔宇S, Gōng XiángyǔP; Lianyungang, 21 aprile 1997) è una pallavolista cinese.
Gioca nel ruolo di opposto nello Jiangsu Zhongtian Gangtie Nuzi Paiqiu Julebu.

## Carriera

### Club
La carriera di Gong Xiangyu inizia nel settore giovanile dello Jiangsu Zhongtian Gangtie Nuzi Paiqiu Julebu. 
Nella stagione 2015-16 viene promossa in prima squadra, debuttando in Volleyball League A, raggiungendo le finali scudetto e venendo premiata come miglior esordiente

### Nazionale
Nel 2013 periodo fa parte della nazionale cinese under 18, vincendo il campionato mondiale 2013, e nel 2015 di quella under 20.
Nel 2016 debutta nella nazionale maggiore in occasione del Montreux Volley Masters, aggiudicandosi il torneo; nello stesso anno vince la medaglia d'oro ai Giochi della XXXI Olimpiade e alla Coppa asiatica, nel 2017 si aggiudica l'oro alla Grand Champions Cup e nel 2018 conquista il bronzo alla Volleyball Nations League, bissata anche nell'edizione 2019, e al campionato mondiale. Nel 2023 vince la medaglia d'argento alla Volleyball Nations League e l'oro ai XIX Giochi asiatici.

## Palmarès

### Nazionale (competizioni minori)
- Campionato mondiale under 18 2013
- Montreux Volley Masters 2016
- Coppa asiatica 2016
- Montreux Volley Masters 2017
- Giochi asiatici 2022

### Premi individuali
- 2016 - Volleyball League A: Miglior esordiente
- 2016 - Montreux Volley Masters: Miglior opposto
- 2017 - Montreux Volley Masters: Miglior opposto